# 威利冰川
威利冰川（英語：Willey Glacier），是南極洲的冰川，位於帕爾默地，處於克雷西克峰以北，最終注入喬治六世海峽，以英國的地質學家命名，現時由南極條約體系管理。